# Clytocera montensis
Clytocera montensis är en skalbaggsart som beskrevs av J. Linsley Gressitt och Yves Rondon 1970. Clytocera montensis ingår i släktet Clytocera och familjen långhorningar.
Artens utbredningsområde är Laos. Inga underarter finns listade i Catalogue of Life.